# Tunézia a 2004. évi nyári olimpiai játékokon
Tunézia a görögországi Athénban megrendezett 2004. évi nyári olimpiai játékok egyik részt vevő nemzete volt. Az országot az olimpián 14 sportágban 57 sportoló képviselte, akik érmet nem szereztek.

## Asztalitenisz
Női
| Versenyző                    | Versenyszám | 64-es főtábla                                                                          | 48-as főtábla                                                     | 32-es főtábla     | Nyolcaddöntő      | Negyeddöntő       | Elődöntő          | Döntő             | Helyezés |
| Versenyző                    | Versenyszám | Ellenfél Eredmény                                                                      | Ellenfél Eredmény                                                 | Ellenfél Eredmény | Ellenfél Eredmény | Ellenfél Eredmény | Ellenfél Eredmény | Ellenfél Eredmény | Helyezés |
| ---------------------------- | ----------- | -------------------------------------------------------------------------------------- | ----------------------------------------------------------------- | ----------------- | ----------------- | ----------------- | ----------------- | ----------------- | -------- |
| Olfa Genni                   | Egyes       | Petra Cada (CAN) · 4-11, 7-11, 4-11, 7-11                                              | kiesett                                                           | kiesett           | kiesett           | kiesett           | kiesett           | kiesett           | 49.      |
| Neszrín Ben Kahja            | Egyes       | Silvija Erdelji (SCG) · 3-11, 1-11, 3-11, 7-11                                         | kiesett                                                           | kiesett           | kiesett           | kiesett           | kiesett           | kiesett           | 49.      |
| Olfa Genni Neszrín Ben Kahja | Páros       | Algéria (ALG) · Aszmá el-Menajfi · Szuád en-Nesáb · 11-9, 11-7, 11-5, 9-11, 8-11, 11-8 | Tajvan (TPE) · Huang I-Hua · Lu Yun-Feng · 4-11, 4-11, 6-11, 4-11 | kiesett           | kiesett           | kiesett           | kiesett           | kiesett           | 25.      |

## Atlétika
Férfi
| Versenyző       | Versenyszám     | Előfutam | Előfutam | Előfutam | Elődöntő | Elődöntő | Elődöntő | Döntő   | Döntő    |
| Versenyző       | Versenyszám     | Idő      | Hely.    | Össz.    | Idő      | Hely.    | Össz.    | Idő     | Helyezés |
| --------------- | --------------- | -------- | -------- | -------- | -------- | -------- | -------- | ------- | -------- |
| Szofjen Laábidi | 400 m           | 46,04    | 3.       | 28.      | kiesett  | kiesett  | kiesett  | kiesett | kiesett  |
| Hátem Gúla      | 20 km gyaloglás |          |          |          |          |          |          | 1:22:59 | 11.      |

Női
| Versenyző     | Versenyszám   | Selejtező | Selejtező | Döntő    | Döntő    |
| Versenyző     | Versenyszám   | Eredmény  | Helyezés  | Eredmény | Helyezés |
| ------------- | ------------- | --------- | --------- | -------- | -------- |
| Ájida Szellám | Gerelyhajítás | 57,76 m   | 24.       | kiesett  | kiesett  |

## Birkózás

### Női
Szabadfogású
| Versenyző    | Versenyszám | Csoportkör                                                                                           | Csoportkör | Elődöntő          | Bronz- mérkőzés   | Döntő             | Helyezés |
| Versenyző    | Versenyszám | Ellenfél Eredmény                                                                                    | Hely.      | Ellenfél Eredmény | Ellenfél Eredmény | Ellenfél Eredmény | Helyezés |
| ------------ | ----------- | --- | ---------- | ----------------- | ----------------- | ----------------- | -------- |
| Fazíla Luáti | 48 kg       | C csoport · Irina Merlenyi (UKR) · TUS · Ligyija Karamcsakova (TJK) · TUS · Faní Pszathá (GRE) · TUS | 4.         | kiesett           | kiesett           | kiesett           | 14.      |

## Cselgáncs
Férfi
| Versenyző    | Versenyszám | Selejtező         | 32-es főtábla                  | Nyolcaddöntő                         | Negyeddöntő       | Elődöntő          | Vigaszág első kör | Vigaszág negyeddöntő | Vigaszág elődöntő | Bronz- mérkőzés   | Döntő             | Helyezés    |
| Versenyző    | Versenyszám | Ellenfél Eredmény | Ellenfél Eredmény              | Ellenfél Eredmény                    | Ellenfél Eredmény | Ellenfél Eredmény | Ellenfél Eredmény | Ellenfél Eredmény    | Ellenfél Eredmény | Ellenfél Eredmény | Ellenfél Eredmény | Helyezés    |
| ------------ | ----------- | ----------------- | ------------------------------ | ------------------------------------ | ----------------- | ----------------- | ----------------- | -------------------- | ----------------- | ----------------- | ----------------- | ----------- |
| Anísz Lúnífi | Légsúly     |                   | Pak Namcshol (PRK) · 1000-0001 | Jevgenyij Sztanyev (RUS) · 0000-1001 | kiesett           | kiesett           |                   |                      |                   |                   |                   | helyezetlen |

Női
| Versenyző         | Versenyszám  | Selejtező                        | Nyolcaddöntő                        | Negyeddöntő       | Elődöntő          | Vigaszág első kör            | Vigaszág negyeddöntő             | Vigaszág elődöntő                 | Bronz- mérkőzés                    | Döntő             | Helyezés    |
| Versenyző         | Versenyszám  | Ellenfél Eredmény                | Ellenfél Eredmény                   | Ellenfél Eredmény | Ellenfél Eredmény | Ellenfél Eredmény            | Ellenfél Eredmény                | Ellenfél Eredmény                 | Ellenfél Eredmény                  | Ellenfél Eredmény | Helyezés    |
| ----------------- | ------------ | -------------------------------- | ----------------------------------- | ----------------- | ----------------- | ---------------------------- | -------------------------------- | --------------------------------- | ---------------------------------- | ----------------- | ----------- |
| Szaída ez-Záhri   | Váltósúly    | Tanimoto Ajumi (JPN) · 0000-1000 |                                     |                   |                   | Diana Maza (ECU) · 1010-0000 | Marie Chisholm (CAN) · 0000-1000 | kiesett                           | kiesett                            |                   | helyezetlen |
| Huda Ben Dája     | Félnehézsúly |                                  | Edinanci da Silva (BRA) · 0001-1020 | kiesett           | kiesett           |                              |                                  |                                   |                                    |                   | helyezetlen |
| Inszáf el-Jahjávi | Nehézsúly    |                                  | Szun Fu-ming (CHN) · 0000-1010      |                   |                   |                              | Carmen Chalá (ECU) · 0120-0000   | Giovanna Blanco (VEN) · 1012-0000 | Tea Donguzasvili (RUS) · 0000-0210 |                   | 5.          |

## Evezés
Női
| Versenyző       | Versenyszám  | Előfutam | Előfutam | Vigaszág | Vigaszág | Elődöntő | Elődöntő | Elődöntő | Döntő | Döntő   | Döntő | Helyezés |
| Versenyző       | Versenyszám  | Idő      | Hely.    | Idő      | Hely.    | Típus    | Idő      | Hely.    | Típus | Idő     | Hely. | Helyezés |
| --------------- | ------------ | -------- | -------- | -------- | -------- | -------- | -------- | -------- | ----- | ------- | ----- | -------- |
| Ibtiszem Trímes | Egypárevezős | 8:15,87  | 6.       | 7:56,19  | 4.       | C/D      | 8:14,73  | 4.       | D     | 7:51,21 | 1.    | 19.      |

## Labdarúgás

### Férfi
| #             | Név                   | Klub                                | Születési idő                    | Mérkőzésszám | Gól     | Sárga lap | sárga lap · 2. sárga lap · kiállítva | kiállítva |
| Kapusok       | Kapusok               | Kapusok                             | Kapusok                          | Kapusok      | Kapusok | Kapusok   | Kapusok                              | Kapusok   |
| ------------- | --------------------- | ----------------------------------- | -------------------------------- | ------------ | ------- | --------- | ------------------------------------ | --------- |
| 1             | Háled Fázel           | en-Nádi er-Rijádi esz-Szfákszi      | 1976. szeptember 29. (27 évesen) | 3            | 0       | 0         | 0                                    | 0         |
| 18            | Zsászem el-Hallúfi    | el-Musztakbal er-Rijádi bi-l-Marsza | 1981. szeptember 2. (22 évesen)  | 0            | 0       | 0         | 0                                    | 0         |
| Védők         |                       |                                     |                                  |              |         |           |                                      |           |
| 2             | Anísz el-Bússzáidi    | el-Malaab et-Túniszi                | 1981. április 10. (23 évesen)    | 3            | 0       | 0         | 0                                    | 0         |
| 3             | Karím Haggi           | RC Strasbourg                       | 1984. január 20. (20 évesen)     | 3            | 0       | 1         | 0                                    | 0         |
| 4             | Alá ed-Dín Jahja      | En Avant de Guingamp                | 1981. szeptember 26. (22 évesen) | 2(1)         | 0       | 0         | 0                                    | 0         |
| 7             | Amír el-Házzs Meszúd  | en-Nádi er-Rijádi esz-Szfákszi      | 1981. február 8. (23 évesen)     | 0            | 0       | 0         | 0                                    | 0         |
| 8             | Zijed el-Bhajri       | et-Tarazzsi er-Rijádi et-Túniszi    | 1981. február 5. (23 évesen)     | 1            | 0       | 0         | 0                                    | 0         |
| 12            | Anísz el-Ajári        | el-Malaab et-Túniszi                | 1982. február 16. (22 évesen)    | 2(1)         | 0       | 1         | 0                                    | 0         |
| 15            | José Clayton          | et-Tarazzsi er-Rijádi et-Túniszi    | 1974. március 21. (30 évesen)    | 3            | 1       | 1         | 0                                    | 0         |
| 16            | Iszám el-Merdászi     | en-Nádi er-Rijádi esz-Szfákszi      | 1981. március 16. (23 évesen)    | 1            | 0       | 0         | 0                                    | 0         |
| Középpályások |                       |                                     |                                  |              |         |           |                                      |           |
| 6             | Hoszin er-Ráged       | PSG                                 | 1983. február 11. (21 évesen)    | 3            | 0       | 1         | 0                                    | 0         |
| 10            | Háled el-Múelhi (csk) | Club Africain                       | 1981. február 13. (23 évesen)    | 2            | 0       | 2         | 0                                    | 0         |
| 13            | Viszem Ben Jahja      | en-Nádi el-Ifríki                   | 1984. szeptember 9. (19 évesen)  | 2(1)         | 0       | 0         | 0                                    | 0         |
| 14            | Mezsdi et-Trávi       | en-Nazsm er-Rijádi esz-Száheli      | 1983. december 13. (20 évesen)   | 2(1)         | 0       | 1         | 0                                    | 0         |
| Csatárok      |                       |                                     |                                  |              |         |           |                                      |           |
| 5             | Szábör et-Trábelszi   | en-Nazsm er-Rijádi esz-Száheli      | 1984. február 18. (20 évesen)    | 1            | 0       | 0         | 0                                    | 0         |
| 9             | Ali ez-Zítúni         | et-Tarazzsi er-Rijádi et-Túniszi    | 1981. január 11. (23 évesen)     | 2(1)         | 2       | 0         | 0                                    | 0         |
| 11            | Amín el-Ltajefi       | US Créteil                          | 1984. július 4. (20 évesen)      | 1(2)         | 0       | 0         | 0                                    | 0         |
| 17            | Mohammed el-Zsedídi   | en-Nazsm er-Rijádi esz-Száheli      | 1978. szeptember 10. (25 évesen) | 6            | 8       | 0         | 0                                    | 0         |
| Edző          |                       |                                     |                                  |              |         |           |                                      |           |
|               | Hemajsz Laabídi       | Tunézia                             | 1950. augusztus 30. (53 évesen)  |              |         |           |                                      |           |

- Kor: 2004. augusztus 10-i kora

#### Eredmények
C csoport 
| Csapat                      | M | Gy | D | V | Rg | Kg | Gk  | P |
| --------------------------- | - | -- | - | - | -- | -- | --- | - |
| Argentína (ARG)             | 3 | 3  | 0 | 0 | 9  | 0  | +9  | 9 |
| Ausztrália (AUS)            | 3 | 1  | 1 | 1 | 6  | 3  | +3  | 4 |
| Tunézia (TUN)               | 3 | 1  | 1 | 1 | 4  | 5  | –1  | 4 |
| Szerbia és Montenegró (SCG) | 3 | 0  | 0 | 3 | 3  | 14 | –11 | 0 |

| 2004. augusztus 11. 20:30 |

| Tunézia (TUN) | 1–1               | Ausztrália (AUS) |
| ------------- | ----------------- | ---------------- |
| Zítúni 69'    | (0–1) Jegyzőkönyv | Aloisi 45'       |

| Pankritio Stadium, Iráklio Nézőszám: 15 757 Játékvezető: Vasszárasz (görög) |

| 2004. augusztus 14. 20:30 |

| Argentína (ARG)       | 2–0               | Tunézia (TUN) |
| --------------------- | ----------------- | ------------- |
| Tévez 39' Saviola 72' | (1–0) Jegyzőkönyv |               |

| Pampeloponnisiako Stadium, Pátra Nézőszám: 5 512 Játékvezető: Poulat (francia) |

| 2004. augusztus 17. 20:30 |

| Szerbia és Montenegró (SCG) | 2–3               | Tunézia (TUN)                                 |
| --------------------------- | ----------------- | --------------------------------------------- |
| Krasić 70' Vukčević 87'     | (0–1) Jegyzőkönyv | Clayton 41' Zsedídi 83' (11-esből) Zítúni 89' |

| Pampeloponnisiako Stadium, Pátra Nézőszám: 5512 Játékvezető: Ariiotima (tunéziai) |

| Csapat        | Helyezés |
| ------------- | -------- |
| Tunézia (TUN) | 12.      |

## Ökölvívás
| Versenyző                | Versenyszám  | Selejtező                      | Nyolcaddöntő      | Negyeddöntő       | Elődöntő          | Döntő             | Helyezés |
| Versenyző                | Versenyszám  | Ellenfél Eredmény              | Ellenfél Eredmény | Ellenfél Eredmény | Ellenfél Eredmény | Ellenfél Eredmény | Helyezés |
| ------------------------ | ------------ | ------------------------------ | ----------------- | ----------------- | ----------------- | ----------------- | -------- |
| Valíd Seríf              | Légsúly      | Nikoloz Izoria (GEO) · 14-24   | kiesett           | kiesett           | kiesett           | kiesett           | 17.      |
| Szajf ed-Dín en-Nezsmávi | Pehelysúly   | Khédafi Djelkhir (FRA) · 13-38 | kiesett           | kiesett           | kiesett           | kiesett           | 17.      |
| Taufík Sóbba             | Könnyűsúly   | Anthony Little (AUS) · 8-27    | kiesett           | kiesett           | kiesett           | kiesett           | 17.      |
| Mohammed Ali             | Kisváltósúly | Willy Blain (FRA) · 14-36      | kiesett           | kiesett           | kiesett           | kiesett           | 17.      |
| Mohammed esz-Szahrávi    | Középsúly    | Balzsay Károly (HUN) · 24-29   | kiesett           | kiesett           | kiesett           | kiesett           | 17.      |

## Röplabda

### Férfi
| #    | Név                       | Klub                             | Kor                              | Magasság |
| ---- | ------------------------- | -------------------------------- | -------------------------------- | -------- |
| 2    | Mohammed et-Trábelszi     | WST Sfax                         | 1981. szeptember 15. (22 évesen) | 195 cm   |
| 3    | Mahdi Gára                | CO Kelibia                       | 1981. március 1. (23 évesen)     | 192 cm   |
| 4    | Valíd Ben Abbesz          | en-Nazsm er-Rijádi esz-Száheli   | 1980. június 19. (24 évesen)     | 188 cm   |
| 5    | Szamír esz-Szellámi       | ES Sfaxien                       | 1977. július 13. (27 évesen)     | 196 cm   |
| 7    | Sáker Gezál               | en-Nazsm er-Rijádi esz-Száheli   | 1977. január 14. (27 évesen)     | 199 cm   |
| 9    | Háled Belaíd              | en-Nádi er-Rijádi esz-Szfákszi   | 1973. december 30. (30 évesen)   | 195 cm   |
| 11   | Marván el-Fehri           | CO Kelibia                       | 1979. július 1. (25 évesen)      | 197 cm   |
| 13   | Núr ed-Dín Hfajez         | en-Nazsm er-Rijádi esz-Száheli   | 1973. augusztus 27. (30 évesen)  | 202 cm   |
| 14   | Mehrez Berríri            | en-Nádi er-Rijádi esz-Szfákszi   | 1975. április 13. (29 évesen)    | 190 cm   |
| 15   | Gázi Gidára               | et-Tarazzsi er-Rijádi et-Túniszi | 1974. május 18. (30 évesen)      | 187 cm   |
| 17   | Mohammed Szalím es-Sekíli | CO Kelibia                       | 1984. március 15. (20 évesen)    | 190 cm   |
| 18   | Hoszni Karámószli         | en-Nádi er-Rijádi esz-Szfákszi   | 1980. június 1. (24 évesen)      | 188 cm   |
| Edző |                           |                                  |                                  |          |
|      | Antonio Giacobbe          |                                  |                                  |          |

- Kor: 2004. augusztus 12-i kora

#### Eredmények
Csoportkör
A csoport
|                             |      | Mérkőzések | Mérkőzések | Szettek | Szettek | Szettek | Pontok | Pontok | Pontok |
| Csapat                      | Pont | Gy         | V          | Sz+     | Sz–     | SzA     | P+     | P–     | PA     |
| --------------------------- | ---- | ---------- | ---------- | ------- | ------- | ------- | ------ | ------ | ------ |
| Szerbia és Montenegró (SCG) | 9    | 4          | 1          | 12      | 6       | 2,000   | 427    | 398    | 1,073  |
| Görögország (GRE)           | 8    | 3          | 2          | 12      | 9       | 1,333   | 475    | 454    | 1,046  |
| Argentína (ARG)             | 8    | 3          | 2          | 12      | 9       | 1,333   | 471    | 457    | 1,031  |
| Lengyelország (POL)         | 8    | 3          | 2          | 10      | 9       | 1,111   | 422    | 419    | 1,007  |
| Franciaország (FRA)         | 7    | 2          | 3          | 8       | 10      | 0,800   | 405    | 394    | 1,028  |
| Tunézia (TUN)               | 5    | 0          | 5          | 4       | 15      | 0,267   | 373    | 451    | 0,827  |

| 2004. augusztus 15. 19:30 | Tunézia (TUN)                     | 0–3 | Görögország (GRE) | Béke és Barátság stadion, Pireusz Nézőszám: 8200 Játékvezető: Valdir Dellaqua (BRA), Fernando Nava (MEX) |
| 2004. augusztus 15. 19:30 | (20–25, 14–25, 17–25) Jegyzőkönyv |     |                   | Béke és Barátság stadion, Pireusz Nézőszám: 8200 Játékvezető: Valdir Dellaqua (BRA), Fernando Nava (MEX) |

| 2004. augusztus 17. 09:00 | Tunézia (TUN)                                   | 2–3 | Argentína (ARG) | Béke és Barátság stadion, Pireusz Nézőszám: 888 Játékvezető: Ibrahim Al-Naama (QAT), Ryszard Dietrich (POL) |
| 2004. augusztus 17. 09:00 | (20–25, 25–23, 16–25, 25–22, 10–15) Jegyzőkönyv |     |                 | Béke és Barátság stadion, Pireusz Nézőszám: 888 Játékvezető: Ibrahim Al-Naama (QAT), Ryszard Dietrich (POL) |

| 2004. augusztus 19. 16:00 | Szerbia és Montenegró (SCG)       | 3–0 | Tunézia (TUN) | Béke és Barátság stadion, Pireusz Nézőszám: 3430 Játékvezető: Abdullah Al-Khelaifi (KSA), Valdir Dellaqua (BRA) |
| 2004. augusztus 19. 16:00 | (25–16, 25–18, 25–21) Jegyzőkönyv |     |               | Béke és Barátság stadion, Pireusz Nézőszám: 3430 Játékvezető: Abdullah Al-Khelaifi (KSA), Valdir Dellaqua (BRA) |

| 2004. augusztus 21. 14:00 | Tunézia (TUN)                            | 1–3 | Lengyelország (POL) | Béke és Barátság stadion, Pireusz Nézőszám: 4600 Játékvezető: Patricia Salvatore (USA), Ibrahim Al-Naama (QAT) |
| 2004. augusztus 21. 14:00 | (18–25, 25–23, 19–25, 23–25) Jegyzőkönyv |     |                     | Béke és Barátság stadion, Pireusz Nézőszám: 4600 Játékvezető: Patricia Salvatore (USA), Ibrahim Al-Naama (QAT) |

| 2004. augusztus 23. 09:00 | Franciaország (FRA)                      | 3–1 | Tunézia (TUN) | Béke és Barátság stadion, Pireusz Nézőszám: 1860 Játékvezető: Francisco Medina (CUB), Fernando Nava (MEX) |
| 2004. augusztus 23. 09:00 | (25–23, 18–25, 25–19, 25–19) Jegyzőkönyv |     |               | Béke és Barátság stadion, Pireusz Nézőszám: 1860 Játékvezető: Francisco Medina (CUB), Fernando Nava (MEX) |

| Csapat        | Helyezés |
| ------------- | -------- |
| Tunézia (TUN) | 11.      |

## Súlyemelés
Férfi
| Versenyző    | Versenyszám | Szakítás                 | Szakítás                 | Lökés    | Lökés    | Összesen | Helyezés |
| Versenyző    | Versenyszám | Eredmény                 | Helyezés                 | Eredmény | Helyezés | Összesen | Helyezés |
| ------------ | ----------- | ------------------------ | ------------------------ | -------- | -------- | -------- | -------- |
| Júszef Szbái | 69 kg       | érvényes kísérlet nélkül | érvényes kísérlet nélkül | kiesett  | kiesett  | kiesett  | kiesett  |

Női
| Versenyző    | Versenyszám | Szakítás | Szakítás | Lökés    | Lökés    | Összesen | Helyezés |
| Versenyző    | Versenyszám | Eredmény | Helyezés | Eredmény | Helyezés | Összesen | Helyezés |
| ------------ | ----------- | -------- | -------- | -------- | -------- | -------- | -------- |
| Hajet Szászi | 63 kg       | 95,0     | 5.*      | 120,0    | 5.*      | 215,0    | 4.       |

* - egy másik versenyzővel azonos eredményt ért el

## Taekwondo
Férfi
| Versenyző          | Versenyszám | Nyolcaddöntő                | Negyeddöntő                 | Elődöntő          | Vigaszág első kör          | Vigaszág elődöntő          | Bronz- mérkőzés   | Döntő             | Helyezés |
| Versenyző          | Versenyszám | Ellenfél Eredmény           | Ellenfél Eredmény           | Ellenfél Eredmény | Ellenfél Eredmény          | Ellenfél Eredmény          | Ellenfél Eredmény | Ellenfél Eredmény | Helyezés |
| ------------------ | ----------- | --------------------------- | --------------------------- | ----------------- | -------------------------- | -------------------------- | ----------------- | ----------------- | -------- |
| Mohammed el-Omráni | Pehelysúly  | Carlo Massimino (AUS) · 2-7 | kiesett                     | kiesett           |                            |                            |                   |                   | 11.      |
| Hisem el-Hamdúni   | Váltósúly   | Jacob Obiorah (NGR) · 16-11 | Bahri Tanrıkulu (TUR) · 4-6 |                   | Donald Geisler (PHI) · RSC | Juszof Karami (IRI) · 4-12 | kiesett           |                   | 5.       |

Női
| Versenyző       | Versenyszám | Nyolcaddöntő                       | Negyeddöntő       | Elődöntő          | Vigaszág első kör | Vigaszág elődöntő | Bronz- mérkőzés   | Döntő             | Helyezés |
| Versenyző       | Versenyszám | Ellenfél Eredmény                  | Ellenfél Eredmény | Ellenfél Eredmény | Ellenfél Eredmény | Ellenfél Eredmény | Ellenfél Eredmény | Ellenfél Eredmény | Helyezés |
| --------------- | ----------- | ---------------------------------- | ----------------- | ----------------- | ----------------- | ----------------- | ----------------- | ----------------- | -------- |
| Muníra en-Nahdi | Váltósúly   | Muna Ben Abd er-Raszúl (MAR) · 2-6 | kiesett           | kiesett           |                   |                   |                   |                   | 11.      |

RSC - a játékvezető megállította a mérkőzést

## Torna
Férfi
| Versenyző      | Versenyszám      | Selejtező | Selejtező | Döntő    | Döntő    |
| Versenyző      | Versenyszám      | Pontszám  | Helyezés  | Pontszám | Helyezés |
| -------------- | ---------------- | --------- | --------- | -------- | -------- |
| Vazsdi Búalleg | Talaj            | 9,112     | 57.       | kiesett  | kiesett  |
| Vazsdi Búalleg | Ugrás            | 9,025     |           | kiesett  | kiesett  |
| Vazsdi Búalleg | Korlát           | 8,350     | 77.       | kiesett  | kiesett  |
| Vazsdi Búalleg | Nyújtó           | 8,512     | 71.       | kiesett  | kiesett  |
| Vazsdi Búalleg | Gyűrű            | 8,562     | 73.       | kiesett  | kiesett  |
| Vazsdi Búalleg | Lólengés         | 8,950     | 63.       | kiesett  | kiesett  |
| Vazsdi Búalleg | Egyéni összetett | 52,511    | 47.       | kiesett  | kiesett  |

## Úszás
Férfi
| Versenyző         | Versenyszám  | Előfutam | Előfutam | Előfutam | Elődöntő | Elődöntő | Elődöntő | Döntő   | Döntő    |
| Versenyző         | Versenyszám  | Idő      | Hely.    | Össz.    | Idő      | Hely.    | Össz.    | Idő     | Helyezés |
| ----------------- | ------------ | -------- | -------- | -------- | -------- | -------- | -------- | ------- | -------- |
| Anvar Ben Náször  | 200 m gyors  | 1:54,69  | 4.       | 50.      | kiesett  | kiesett  | kiesett  | kiesett | kiesett  |
| Uszáma el-Mellúli | 1500 m gyors | 15:18,98 | 1.       | 14.      |          |          |          | kiesett | kiesett  |
| Uszáma el-Mellúli | 200 m vegyes | 2:01,94  | 2.       | 15.      | 2:01,11  | 5.       | 9.       | kiesett | kiesett  |
| Uszáma el-Mellúli | 400 m vegyes | 4:16,68  | 2.       | 6.*      |          |          |          | 4:14,49 | 5.       |

* - egy másik versenyzővel azonos időt ért el

## Vitorlázás
Férfi
| Versenyző     | Versenyszám     | Futam | Futam | Futam | Futam | Futam | Futam | Futam | Futam | Futam | Futam | Futam | Pontszám | Helyezés |
| Versenyző     | Versenyszám     | 1     | 2     | 3     | 4     | 5     | 6     | 7     | 8     | 9     | 10    | 11    | Pontszám | Helyezés |
| ------------- | --------------- | ----- | ----- | ----- | ----- | ----- | ----- | ----- | ----- | ----- | ----- | ----- | -------- | -------- |
| Fued el-Urábi | Szörfvitorlázás | 23    | 31    | 27    | 21    | 21    | 19    | 25    | 19    | 25    | 15    | 16    | 211      | 23.      |

## Vívás
Férfi
| Versenyző         | Versenyszám  | Selejtező                   | 32-es főtábla     | Nyolcaddöntő      | Negyeddöntő       | Elődöntő          | Bronz- mérkőzés   | Döntő             | Helyezés |
| Versenyző         | Versenyszám  | Ellenfél Eredmény           | Ellenfél Eredmény | Ellenfél Eredmény | Ellenfél Eredmény | Ellenfél Eredmény | Ellenfél Eredmény | Ellenfél Eredmény | Helyezés |
| ----------------- | ------------ | --------------------------- | ----------------- | ----------------- | ----------------- | ----------------- | ----------------- | ----------------- | -------- |
| Máher Ben Azíza   | Tőr, egyéni  | Jon Tiomkin (USA) · 10-15   | kiesett           | kiesett           | kiesett           | kiesett           | kiesett           | kiesett           | 35.      |
| Mohammed er-Rebái | Kard, egyéni | Renzo Agresta (BRA) · 14-15 | kiesett           | kiesett           | kiesett           | kiesett           | kiesett           | kiesett           | 33.      |